# Xenobatrachus obesus
Xenobatrachus obesus és una espècie de granota que viu a Indonèsia i Papua Nova Guinea.